# Читра Дивакаруни
Читра Дивакаруни (на английски: Chitra Divakaruni) е индийско-американска преподавателка, поетеса и писателка на произведения в жанра драма, лирика, исторически роман, фентъзи, любовен роман и детска литература. Носителка е на многобройни награди.

## Биография и творчество
Читралеха „Читра“ Банерджи Дивакаруни е родена на 29 юли 1956 г. в Колката, Западна Бенгалия, Индия. Получава бакалавърска степен от Университета в Колката през 1976 г. Същата година заминава за САЩ, където следва и получава магистърска степен в Държавния университет Райт в Дейтън, Охайо. Докато учи се издържа като работи на временни места – гледане на деца, продажба на стоки в индийски бутик, нарязване на хляб в пекарна и миене на инструменти в научна лаборатория.. През 1985 г. получава докторска степен по английска филология от Калифорнийския университет в Бъркли с дисертация за творчеството на Кристофър Марлоу. След дипломирането си работи като преподавател в Калифорнийския университет, и за кратко като преподавател в колежа Футхил и в колежа Диабло Валей. Преподава в национално класираната програма за творческо писане в Хюстънския университет в Тексас.
На 29 юни 1979 г. се омъжва за С. Мурти Дивакаруни. Имат две деца – Ананд и Абхай (чиито имена ползва в детските си романи).
Тя е съосновател и бивш президент на „Maitri“, линия за помощ, основана през 1991 г. за жени от Южна Азия, пострадали от домашно насилие. Освен това участва в консултативния съвет на подобна организация в Хюстън и е била член на борда на „Пратам Хюстън“, организация с нестопанска цел, работеща за осигуряване на грамотност на индийските деца в неравностойно положение.
Започва литературната си кариера като като поет. Първият ѝ поетичен сборник „Reason for Nasturiums“ (Причина за настуриумите) е публикуван през 1990 г. Носител е на няколко награди за стиховете си, като наградата „Гербоде“, наградата „Барбара Деминг“ и наградата „Алън Гинсбърг“.
Нейни разкази са публикувани в над 50 списания, включително „The Atlantic Monthly“ и „The New Yorker“, както и в над 50 антологии. През 1995 г. е издаден сборникът ѝ с разкази „Arranged Marriage“ (Уреден брак), който печели едни от най-престижните американски награди: American Book Award, PEN Oakland/Josephine Miles Award и Bay Area Book Reviewers Award, Best Fiction, 1996 г.
Първият ѝ роман „Повелителката на подправките“ е издаден през 1997 г. Главната героиня, умната, надарена и обичана Тило, има малко магазинче, изпълнено с ухания, в Оукланд. Тя има дарбата да вижда в сърцата на своите сънародници и да изпълнява най-съкровените им желания, но не може да последва повелите на своето сърце. С джинджифил и манго, с куркума, с корен от лотос, и с магия, помага на любовта и семейството, на брака, на любовта. Но не може да разгадае сърцето на американеца Рейвън. Дали да устои на желанието си и да запази способностите си или да се откаже и да пристъпи към мъжа, когото обича. Романът става бестселър и я прави известна. През 2005 г. е екранизиран в едноименния филм с участието на Айшвария Рай и Дилан Макдермот.
Любимите ѝ теми са свързани с положението на жените, с имиграцията, с културата на Азия, историята, митологията, магията и отдаването на почит на разнообразието в света. Дивакаруни е автор на книги за възрастни и за деца. Творбите ѝ са проведени на повече от 30 езика по света.
Читра Дивакаруни живее със семейството си в Хюстън.

## Награди
Сред многобройните награди, с които са били удостоявани произведенията на Читра Дивакаруни, са и следните:
- Награда за поезия – Allen Ginsberg Poetry Prize, 1994 г.
- Награда за творческо писане – C.Y. Lee Creative Writing Award, 1995 г.
- Романът ѝ „The Vine of Desire“ (Лозата на желанието) е включен в няколко престижни класации за най-добра книга: Best Books of 2002, Los Angeles Times, Best Books of 2002, San Francisco Chronicle.
- Наградата „Пушкарт“ (Pushcart Prize), 1994 и 2003 г.
- Награда за изтъкнат автор на Литературната асоциация на Южна Азия, 2007 г. (South Asian Literary Association Distinguished Author Award)
- Награда за автор на годината на Калифорнийския университет в Бъркли, 2008 (University of California, Berkeley, International House Alumna of the Year Award)
- Награда за цялостен принос – награда на Индийския културен център, Хюстън, 2009 г. (Cultural Jewel Award, Indian Culture Center)

## Произведения

### Самостоятелни романи
- The Mistress of Spices (1997)
Повелителката на подправките, изд.: ИК „Кръгозор“, София (2011), прев. Паулина Мичева
- Sister of My Heart (1999)
- The Vine of Desire (2002)
- Queen of Dreams (2004)
- The Palace of Illusions (2008)
- One Amazing Thing (2010)
- Oleander Girl (2013)
- Before We Visit the Goddess (2016)
- The Forest of Enchantments (2019)

### Поезия
- Reason for Nasturiums (1990)
- Black Candle (1991)
- Leaving Yuba City (1997)

### Детска литература
Neela: Victory Song (2002)

#### Серия „Братството на раковината“ (Brotherhood of the Conch)
1. The Conch Bearer (2003)
2. The Mirror of Fire and Dreaming (2005)
3. Shadowland (2009)

### Сборници
- Arranged Marriage: Stories (1995)
- The Unknown Errors of Our Lives (2001)
- Full-Blooded Fantasy (2005) – с Джоди Лин Андерсън, Хилари Бел, Холи Блек, Уил Дейвис, Тони ди Терлизи, Нанси Фармър, Д. Дж. Чакхейл, Кай Майър и Дж. Т. Пети

### Екранизации
- 2005 The Mistress of Spices
- 2018 Anbulla Snegithiye – индийски телевизионен сериал по „Sister of My Heart“